# Лошадиный Хвост (водопад)
Лошадиный Хвост (англ. Horsetail Fall) — водопад в Йосемитском национальном парке в Калифорнии, США. Расположен на восточном склоне горы Эль-Капитан. Общая высота водопада составляет 650 метров. Водопад был открыт Джозефом Реддефордом Уолкером в 1833 году.

## Особенности
Лишь несколько дней в феврале здесь можно увидеть редкое явление — отражение лучей закатного солнца в падающем потоке водопада. Водопад становится огненно-оранжевым, и создаётся иллюзия того, что сверху льются потоки лавы или расплавленного металла. К этому времени у горы Эль-Капитан собирается множество туристов.